# SMS Kaiserin Elisabeth
SMS Kaiserin Elisabeth byl chráněný křižník rakousko-uherského námořnictva, druhá a poslední jedtnoka třídy Kaiser Franz Joseph I. Pojmenován byl podle manželky císaře Františka Josefa I. Alžběty Bavorské. Silná torpédová výzbroj vedla k tomu, že křižníky této třídy byly zpočátku označovány Torpedo-Rammschiff.

## Stavba
Křižník byl postaven v námořním arzenálu v Pule.

## Konstrukce

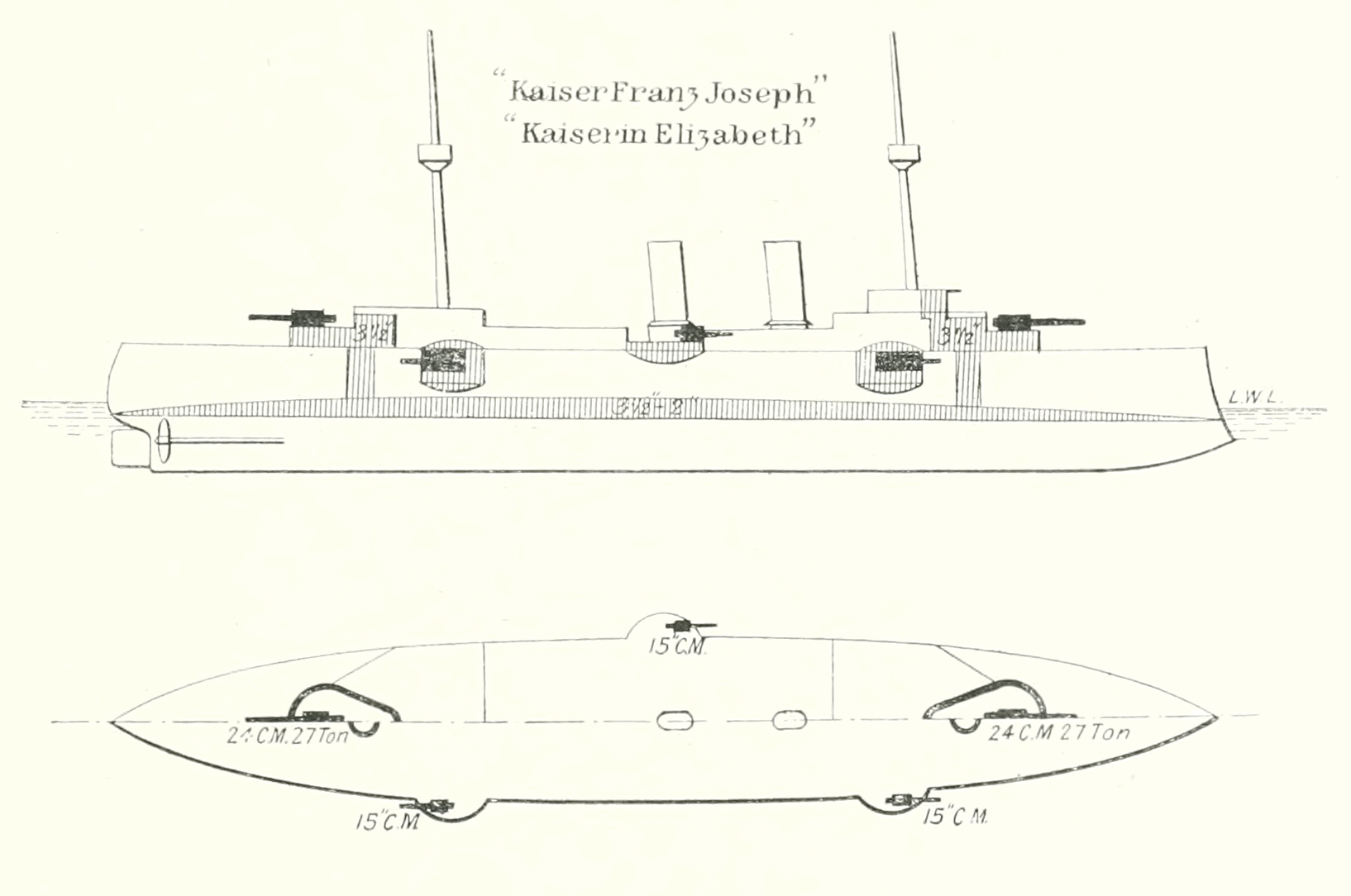
Základní uspořádání křižníku

Lod měla dva komíny a dva stěžně. Po dokončení tvořily hlavní výzbroj dva 240mm kanóny Krupp, umístěné v jednohlavňových věžích, z nichž jedna byla na přídi a druhá na zádi. V kasematech na bocích trupu bylo šest 150mm kanónů, které doplňovalo šestnáct 47mm a dva 66mm kanóny. Torpédometů bylo šest. V roce 1906 byla loď modernizována a obě 240mm děla nahradila 150mm děla z plzeňské Škodovky (plzeňská děla nahradila všechna děla s výjimkou čtyř 150mm kaónů v bočních kasematech). Základem pancéřování byla pro chráněné křižníky obvyklá 57mm silná pancéřová paluba pod čárou ponoru, chránící strojovny, kotelny a muniční sklady. Velitelskou věž chránil 90mm pancíř a stejně silný pancíř měly i barbety 150mm děl. Děla Kaiserin Elisabeth chránily jen 50mm silné štíty, zatímco pro dvě nová děla lodi Kaiser Franz Joseph I. byly použity dělové věže.
Pohonný systém tvořily čtyři kotle a dva parní stroje s trojnásobnou expanzí o výkonu 8000 HP, které roztáčely dva lodní šrouby. Zásoba uhlí byla 650 tun. Nejvyšší rychlost byla 19 uzlů. Dosah byl 3000 námořních mil.

## Operační služba

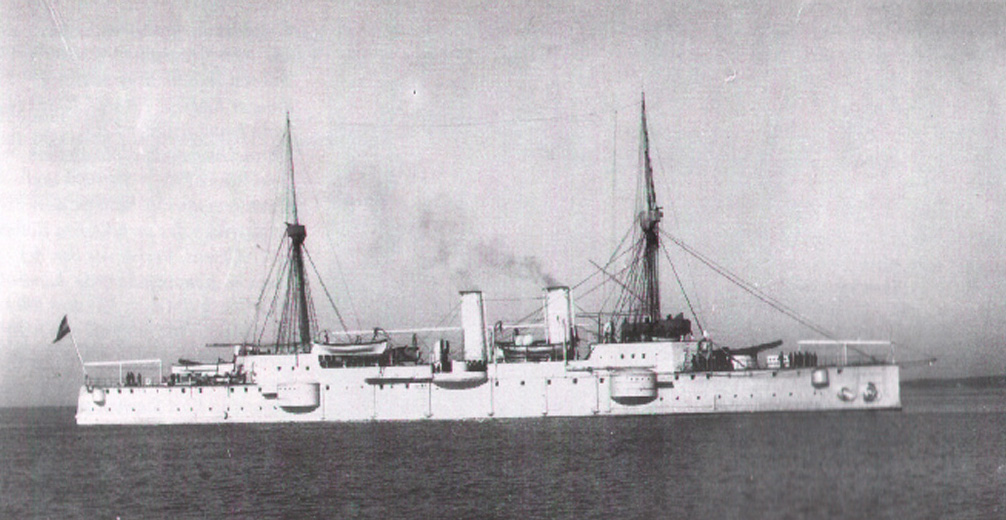
Kaiserin Elisabeth

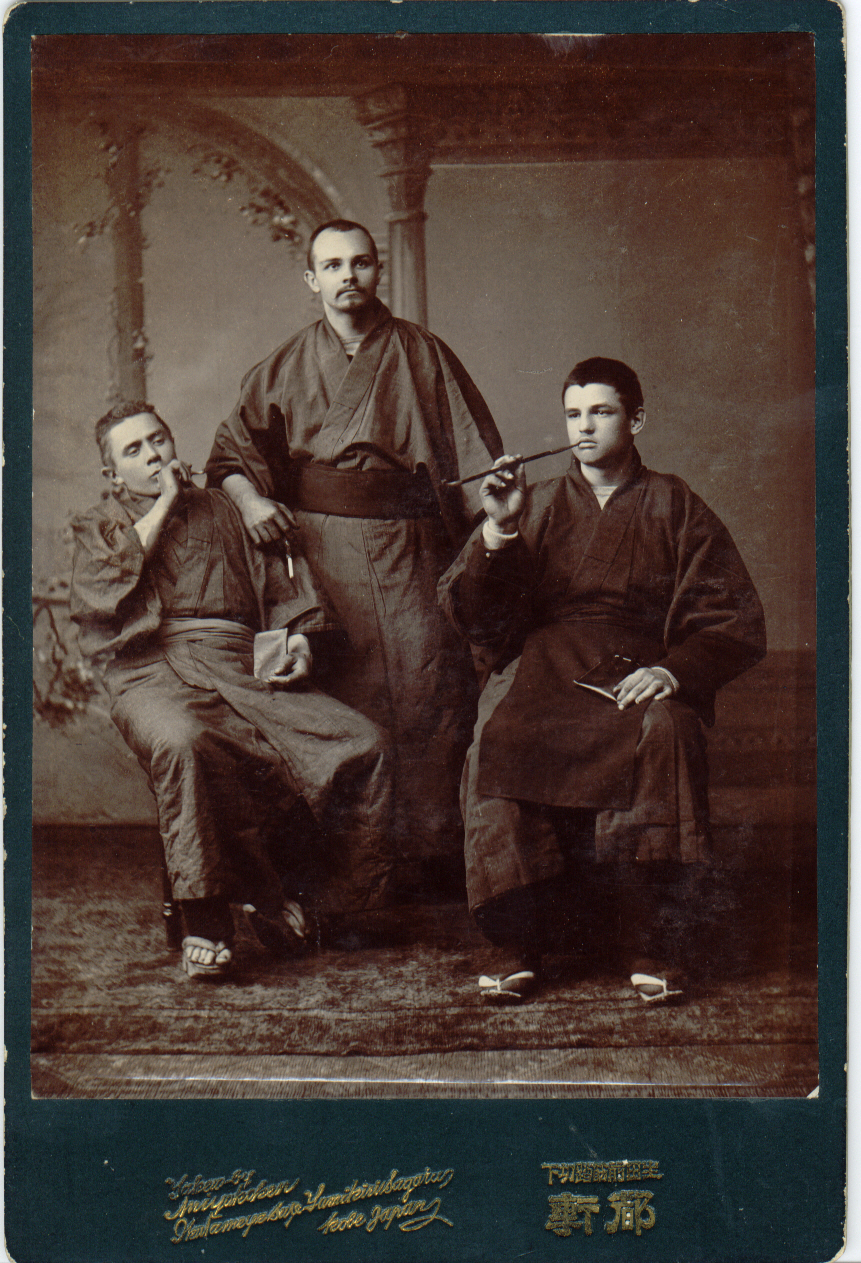
Námořníci z Kaiserin Elisabeth v Japonsku

Na svou první zámořskou plavbu Kaiserin Elisabeth odplula v roce 1892, když vedla Františka Ferdinanda d'Este do japonské Jokohamy. Do Asie se pak loď často vracela. V letech 1900–1902 byla nasazena při potlačování Boxerského povstání v Číně. K čínským břehům přirazila ještě celkem třikrát, a to v rozmezí let 1904-1905, 1908-1910 a naposledy 1913-1914, kdy zde plnila úlohu staniční lodě. V letech 1905-1906 prošla rozsáhlou modernizací, především děla byla vyměněna za novější typy.
Křižník Kaiserin Elisabeth se na počátku první světové války nacházel na Dálném Východě v čínském přístavu Tschif a velení Rakousko-uherského námořnictva příliš nevědělo, jak s ním naložit. Loď odplula do Němci drženého Čching-taa, do právě vypuknuvší války mezi Německem a Japonskem se ale zapojit nemohl, protože Rakousko-Uhersko zůstávalo mimo tento konflikt. Bylo rozhodnuto stáhnout posádku lodi do neutrální Číny, kde by zůstala internována do konce války, o které si všichni mysleli, že bude trvat jen velmi krátce. Ovšem po zmínce německého císaře Viléma o dobrém uplatnění křižníku při obraně přístavu byl rozkaz zrušen. Část posádky Kaiserin Elisabeth už ale byla v Číně a musela se na vlastní pěst vracet zpět, což se ale naprosté většině nakonec podařilo.
Křižník se tedy zapojil do obrany jediné plnohodnotné německé námořní základny Čching-tao obležené japonskými vojsky. V přístavu se nacházely také německý křižník SMS Cormoran, dělové čluny třídy Iltis – SMS Iltis, SMS Jaguar, SMS Tiger, SMS Luchs, minonoska Lauting a torpédový člun S90. Bitva o Čching-tao znamenala zánik všech těchto plavidel. 
Z křižníku Kaiserin Elisabeth byla demontována všechna výzbroj kromě 150mm děl v kasematách a loď měla sloužit jako plovoucí baterie. Z vymontovaných děl byly postaveny tři pozemní baterie. Jedna baterie měla dvě moderní 152mm děla ze škodovky a zbylé používaly ráže 47 a 66 mm. Na zemi se do obrany přístavu zapojilo celkem 133 mužů z posádky křižníku. Samotná loď pak až do vyčerpání munice podporovala obránce svou palbou. 
Když se přiblížil pád základny, posádky jednotlivé lodě samy potopily (pouze torpédoborec S-90 se neúspěšně pokusil o únik, při kterém ale potopil starý japonský křižník). Kaiserin Elisabeth byl potopen před přístavem dne 2. listopadu 1914. Posádka ho potopila otevřením Kingstonových ventilů a výbuchem na palubě uložených torpéd. Celá základna kapitulovala po nepřátelském průlomu o pět dní později.